# آرپکه
آرپک (به آلمانی: Arpke) یک منطقهٔ مسکونی در آلمان است که در لرته واقع شده‌است. آرپک ۲٬۸۷۹ نفر جمعیت دارد.